# 川之江造機
川之江造機株式会社（かわのえぞうきかぶしきがいしゃ、英称: KAWANOE ZOKI CO.,LTD）は、愛媛県四国中央市に本社を置く産業機械メーカーである。
本社のある四国中央市は紙関連の製品出荷額が18年連続日本一を誇る製紙の町。
同社は産業機械メーカとして家庭紙抄紙機、特殊紙の製紙機械、紙加工機械を主に不織布設備、ＣＮＦ（セルロースナノファイバー）設備、トイレットロール用クラフト紙包装機、鉄コイル梱包などの産業機械の設計・製造・販売を手掛けている。
製紙関連、各産業機械設備などのロール製作、整備も行なう。
また中国、台湾、ベトナム及び東南アジア各国へ展開し幅広い海外展開を計っている。
上述の家庭紙とは、ティシュ、トイレット、ハンドタオル、キッチンペーパー。オムツ用の原紙も含まれる。

## 主要製品
製紙機械
- 家庭紙抄紙機 紙を連続シート状に抄いて巻き取る機械。巻き取った原紙の直径が3m程もあり幅2mから5m程ある。この原紙を次行程の加工機でトイレットペーパ、ティシュペーパーへと加工される。紙の乾燥させるのは抄紙機内のヤンキードライヤーと呼ばれる直径4m近くあるドラムに湿紙を貼り付けて行われる。

紙加工機械
- ワインダー 抄紙機で作られた原紙をトイレットペーパーやキッチンペーパーなどの巻き径で芯に巻き取る機械。紙の平滑性、嵩を減らすカレンダー装置、柄等をつけるエンボス装置も付属され、香りを付けるなども当機械の工程で行われる。 トイレットペーパーにはシングルやダブルがあるが、二枚重ねにするダブル製品は当設備で行われる。  家庭紙以外の洋紙や特殊紙などのワインダーも手掛けている。

- ログカッター ワインダーで巻かれたロール状の紙をトイレットペーパーやキッチンペーパーの幅にカットする機械

- インターフォルダー 抄紙機で作られた原紙を折る機械。ティシュペーパー、タオルペーパー、不織布などが箱から連続で取り出せるにように折りたたむ

- バンドルカッター インターフォルダで折られた紙をティシュペーパー、タオルペーパー、不織布の幅にカットする機械

- スリッターワインダー（ワインダー） 抄紙機で作られた原紙をスリット等しながら巻き替えする機械

- トイレットロール包装機 袋詰めされたトイレットロールを段ボールではなく、クラフト紙で包装する機械

産業機械
- コイル梱包装置　　製鉄所で製造された鉄コイルを全自動で包装紙で包装する機械
- スリッタワインダ 紙、特殊紙、建材用紙等の各種シート材を巻替え、スリッタする機械

## 沿革
- 1944年 11月 創業。大日本帝国海軍の呉海軍工廠に所属し魚雷製作を行った

- 1945年　9月 終戦とともに民需に転換し製紙業向け機械の製作を始めた

- 1948年　4月 四国通産局により特定工場に指定される

- 1952年　　　薄葉紙、書道紙など用の抄紙機を自社開発し、その後大手メーカーの参入が少ない家庭紙用抄紙機の開発に取り組んだ

- 1953年　7月 企業合理化、生産増強により中小企業庁により表彰される

- 1959年　1月 中小企業庁より合理化モデル工場に指定される

- 1968年　2月 三島工場開設

- 1971年　1月 FMC（米国）とトイレットロール加工機、紙ナプキン製造機、紙ハンカチ製造機等に関する技術提携を行う

- 1974年　3月 中小企業庁創設25周年にあたり、通産大臣より永年合理化モデル工場として表彰される

- 1985年　4月 全自動巻取ロール包装機（異種ロール対応タイプ）を開発

- 1986年　9月 抄速 1,400m/分のベストフォーマヤンキー抄紙機を開発

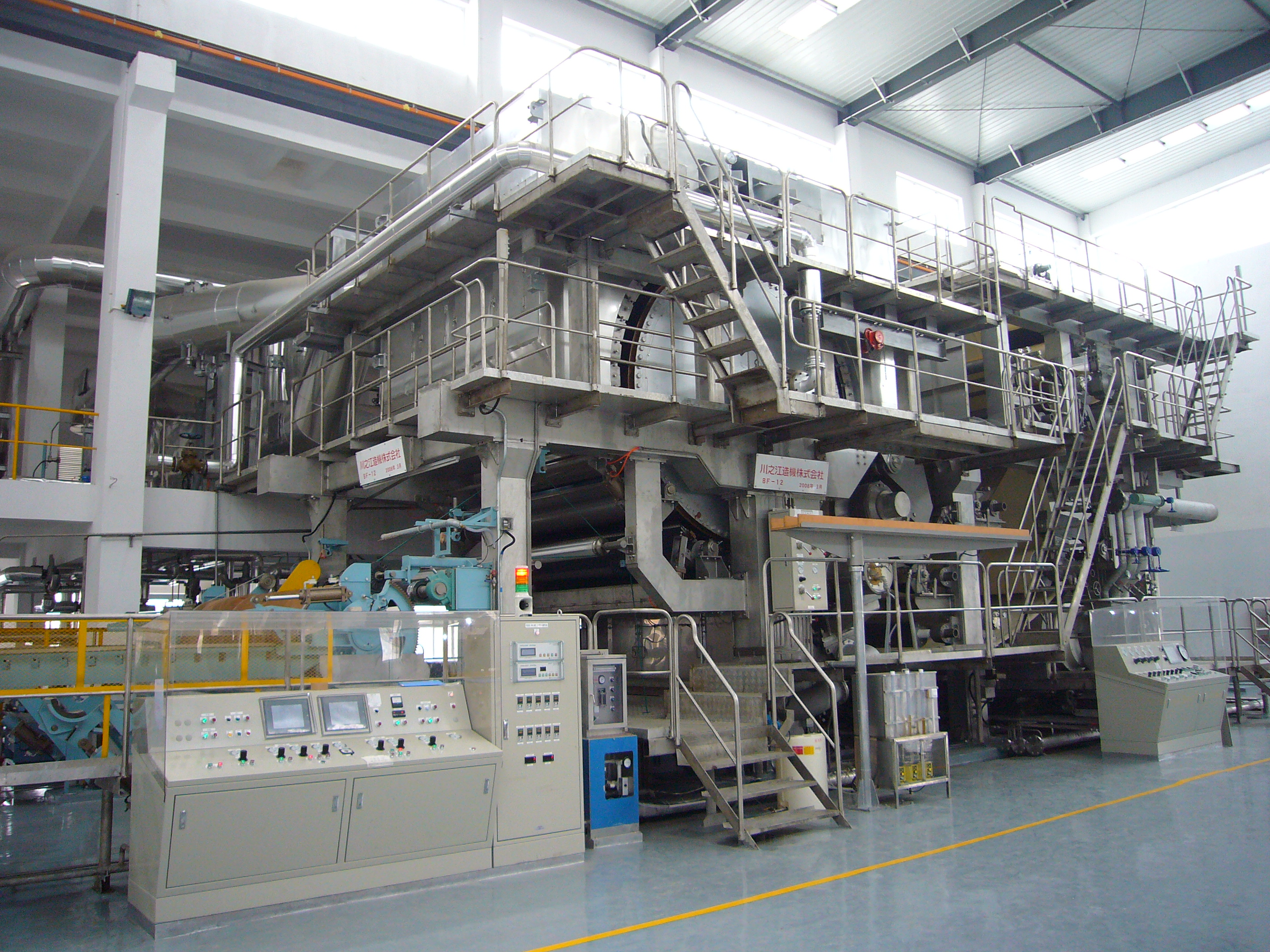
家庭紙抄紙機 BestFormer

- 1988年　7月 カンバス連続自動洗浄装置（ファブジェット）において第16回佐々木賞を受賞する[2]

- 1990年　7月 本社新社屋建設

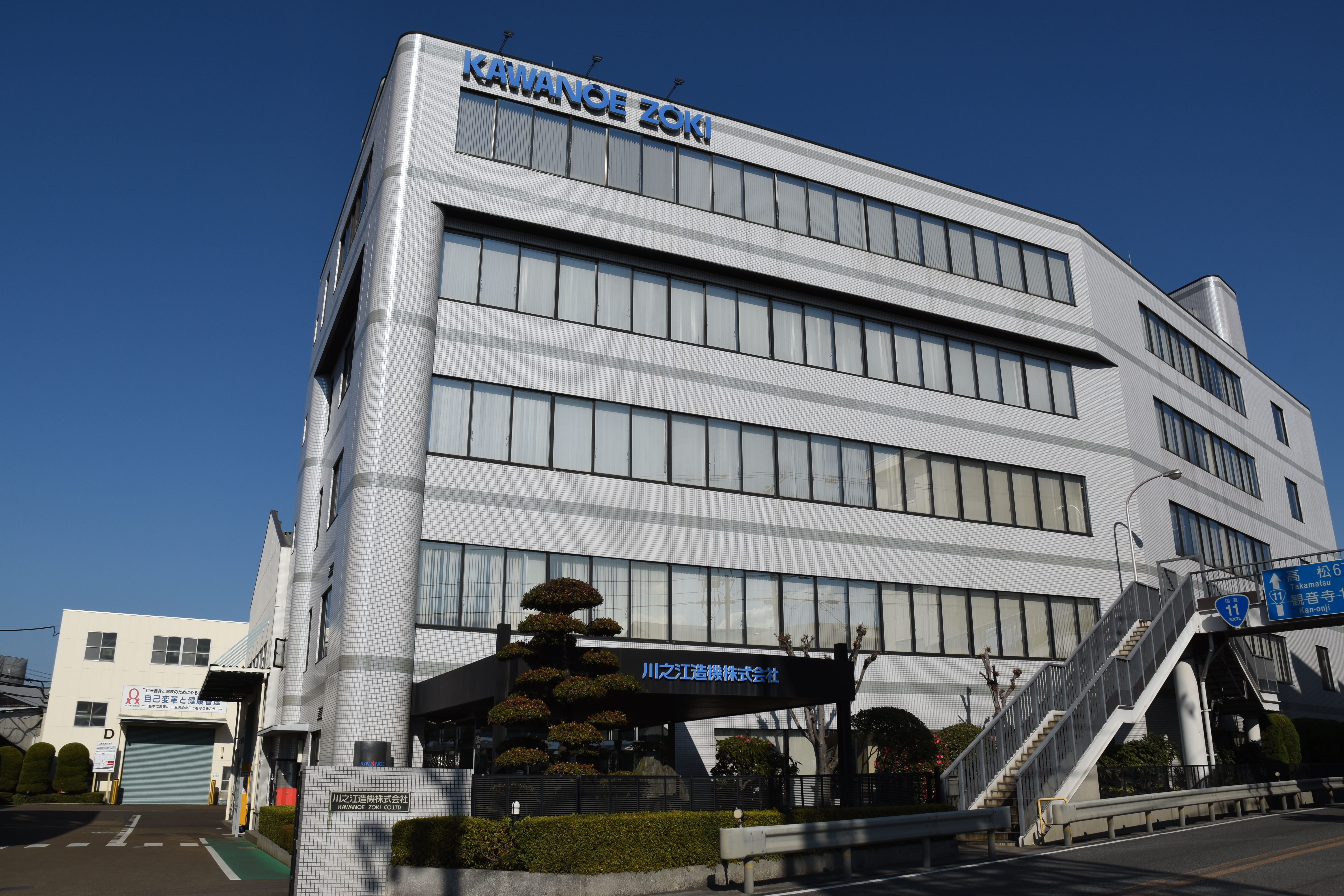
川之江造機本社・本社工場

- 1996年　4月 Valmet-KARLSTAD AB（スウェーデン）とティシュマシンに関する提携を行う

- 1998年 10月 スウェーデンのMETSO PAPER KARLSTAD（現Valmet-KARLSTAD AB）と提携し、開発し王子ネピアに納入のクレセントフォーマ抄紙機は日本一の抄造スピード2000m/minを達成

- 1999年　4月 Valmet-KARLSTAD AB（スウェーデン）とティシュマシンに関する技術提携を行う

- 1999年　7月 全自動巻取ロール包装機（高能力・多種類対応タイプ）が第27回佐々木賞受賞[3]

- 1999年　9月 Valmet-GORIZIA SPA（イタリア）とヤンキーフード及びペーパーマシンエアシステムに関する技術提携を行う

- 2000年　6月 高速インターフォルダ（ティシュペーパー、タオルペーパー用）の開発

- 2003年　3月 家庭紙用抄紙機で中国市場へ本格進出

- 2004年　4月 METSO PAPER KARLSTAD（スウェーデン・現Valmet-KARLSTAD AB）とティシュマシンビジネスに関し包括的提携を行う

- 2006年 12月 余木工場(四国中央市)完成余木工場
組立、出荷工場

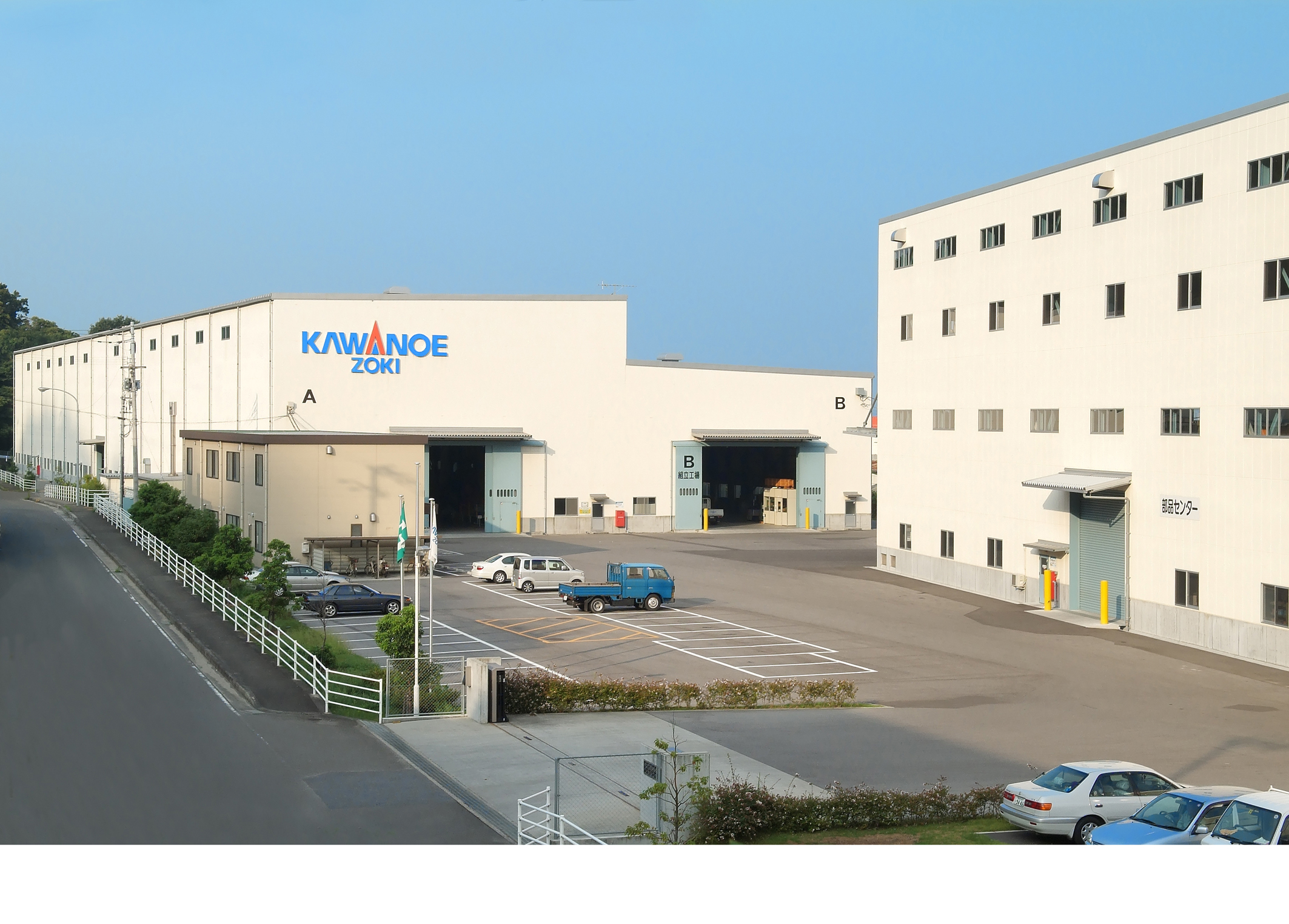
余木工場
組立、出荷工場

- 2008年　9月 川之江造紙機械（嘉興）有限公司設立（中国・浙江省嘉興市）

- 2009年　7月 川之江造紙機械（嘉興）有限公司工場建設

- 2010年 10月 川之江造紙機械（嘉興）有限公司工場完成

- 2013年　5月 新型トイレットロール全自動クラフト紙包装機開発

- 2013年　6月 静岡県紙パルプ技術協会よりトイレットロール加工機『TR型トイレットロールワインダ』が優秀開発賞受賞[4]

- 2014年　5月ドイツ・SAUERESSIG社との販売協定を発表

- 2014年　7月 3次元CADを導入

- 2017年 10月 スウェーデン大使館にてValmet社とNew Advanced Tissue Technology Dayを開催

- 2020年　2月 三島工場に隣接の三島新工場完成(四国中央市)(ロール製作、整備、アフターサービス工場）三島新工場
ロール整備などを行うアフターサービス工場

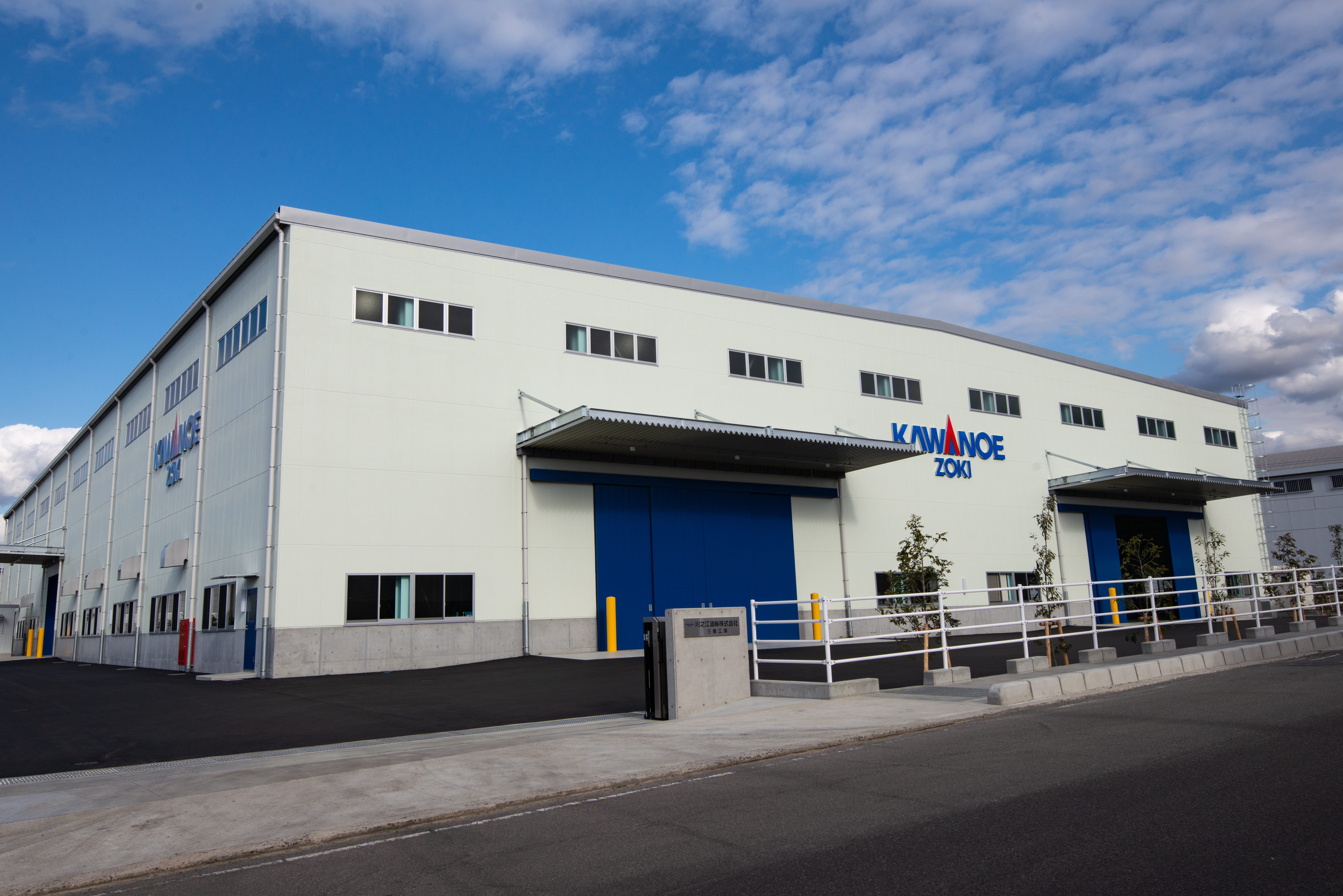
三島新工場
ロール整備などを行うアフターサービス工場

- 2020年 11月  研究開発棟を設置しCNFパイロット機を導入

- 2022年　　　研究開発棟をTechnical Centerに改称 パイロット加工機（折り機（インターフォルダ）、ワインダー）を導入

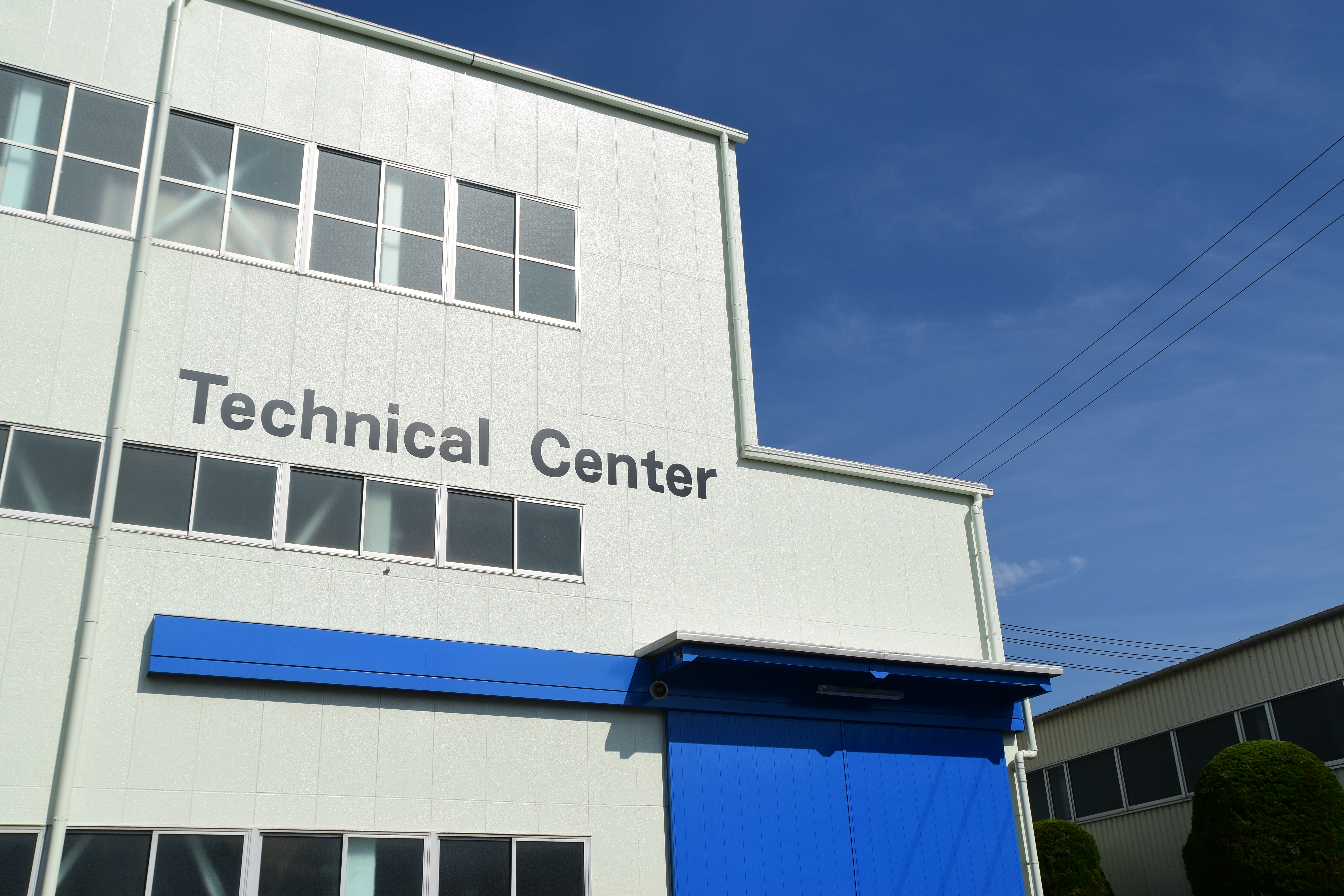
テクニカルセンター
自社内での研究開発だけでなくお客様や大学などの研究機関等と産学官連携の場として

- 2022年　6月 大王製紙株式会社・愛媛大学とのCNF連続成形体共同開発取組が記事に掲載[5]

- 2022年 10月 ナノセルロース塾にてCNF活動の取組みを講演[6]
- 2024年　2月「CNF連続脱水装置・シート化装置の開発」取組みが、第28回 四国産業技術大賞にて産業技術大賞を受賞[7]

## 事業所
- 本社・本社工場 - 愛媛県四国中央市
- 三島工場 - 愛媛県四国中央市
- 余木工場 - 愛媛県四国中央市
- 東京営業所 - 東京都千代田区
- 富士営業所 - 静岡県富士市
- 川之江機械設備（嘉興）有限公司 (中国）

## 関連会社
- ケイテック

## Technical center
将来の生産技術向上、大学などの研究機関等と産学官連携を行う交流の場
- パイロット加工設備

紙、不織布、機能紙、フィルム等のシートテスト加工設備
- セルロースナノファイバー（CNF）パイロット設備

CNF連続成形体のテスト抄造用設備
- 紙包装テスト設備

トイレットペーパの紙包装テスト設備